# ناحیه سوروکا
ناحیه سوروکا (به لاتین: Soroca District) یک منطقهٔ مسکونی در مولداوی است که در مولداوی واقع شده‌است. ناحیه سوروکا ۱٬۰۴۳ کیلومتر مربع مساحت و ۷۷٬۶۵۶ نفر جمعیت دارد و ۳۴۷ متر بالاتر از سطح دریا واقع شده‌است.